# Pesadillas y alucinaciones de las historias de Stephen King
Pesadillas y alucinaciones de las historias de Stephen King es una miniserie de terror basada en la antología Pesadillas y alucinaciones de Stephen King y también en otros relatos de otros recopilatorios.
Estrenada en 2006, contó en el reparto con William Hurt, William H. Macy, Claire Forlani, Tom Berenger y Samantha Mathis entre otros.

## Argumento
La serie, al igual que los relatos, son historias independientes, por lo que no hay una trama conjunta.
|   | Título                                        | Acción |
| 1 | Campo de batalla                              | Un asesino a sueldo, tras matar al presidente de una compañía de juguetes, recibe un paquete lleno de muñecos que tratan de matarle. |
| 2 | Crouch End                                    | Un joven matrimonio ve interrumpida su luna de miel al encontrarse con un portal dimensional por el que surgen extraños demonios.    |
| 3 | El último caso de Umney                       | El detective Umney descubre que la realidad tal y como la conoce no es más que una ficción creada por el escritor Sam Landry.        |
| 4 | El final del desastre                         | En sus últimos momentos, un cineasta de renombre recuerda un experimento que llevó a cabo con terribles consecuencias.               |
| 5 | El virus de la carretera viaja hacia el norte | Un escritor de terror es perseguido por el personaje de un cuadro que acaba de comprar.                                              |
| 6 | El quinto fragmento                           | Un exconvicto trata de recuperar todos los fragmentos de un mapa que lleva a un botín.                                               |
| 7 | Sala de autopsias número 4                    | Un hombre es mordido por una serpiente y es dado por muerto, sin embargo, es consciente de todo a su alrededor.                      |
| 8 | Sabes que tienen una banda de la leche        | Una pareja se pierde y llega a un extraño pueblo habitado por viejas estrellas de rock presuntamente muertas.                        |

## Reparto
- William Hurt: Jason Renshaw
- William H. Macy: Clyde Umney
- Claire Forlani: Doris Frehman
- Tom Berenger: Richard Kinnell
- Samantha Mathis: Karen Evans
- Eion Bailey: Lonnie Frehman
- Jaqueline McKenzie: Gloria Demmick
- Ron Livingston: Howard Fornoy
- Kim Delaney: Mary Rivingham

## Temporadas y capítulos
- Única temporada

|   | Título                                        | Realización          | Guion                      |
| - | --------------------------------------------- | -------------------- | -------------------------- |
| 1 | Campo de batalla                              | Brian Henson         | Richard Christian Matheson |
| 2 | Crouch End                                    | Mark Haber           | Kim LeMasters              |
| 3 | El último caso de Umney                       | Rob S. Bowman        | April Smith                |
| 4 | El final del desastre                         | Mikael Solomon       | Lawrence D. Cohen          |
| 5 | El virus de la carretera viaja hacia el norte | Sergio Mimica-Gezzan | Peter Filardi              |
| 6 | El quinto fragmento                           | Rob S. Bowman        | Alan Sharp                 |
| 7 | Sala de autopsias número 4                    | Mikael Salomon       | April Smith                |
| 8 | Sabes que tienen una banda de la leche        | Mike Robe            | Mike Robe                  |

## Curiosidades
- Solo los capítulos 2,3,4,6 y 8 pertenecen a la antología Pesadillas y alucinaciones.[4] Los capítulos 5 y 7 pertenecen al recopilatorio Todo es eventual[5] y el capítulo 1 a El umbral de la noche.[6]

- En el capítulo 1, ningún personaje pronuncia palabra alguna.